# Nychiodes ragusaria
Nychiodes ragusaria là một loài bướm đêm trong họ Geometridae.